# Jan de Virion
Jan de Virion, ps. „Bożeniec” (ur. 20 stycznia 1924 w Liszkach, zm. 16 listopada 2013 w Warszawie) – żołnierz Armii Krajowej, uczestnik powstania warszawskiego, Kawaler Maltański, wicedyrektor departamentu Produkcji Roślinnej w Ministerstwa Rolnictwa, odpowiedzialny za sprawy nasiennictwa.

## Biogram
Edward urodził się w polskiej rodzinie szlacheckiej – de Virionów herbu Leliwa. Jego ojcem był Jerzy de Virion herbu Leliwa, matką natomiast księżna Zofia z rodu Bożeniec-Jełowickich.
Brał udział w powstaniu warszawskim, pełniąc funkcję szefa 2. kompanii „Czesław” w batalionie „Wigry”. Walczył na Starym Mieście i w północnym Śródmieściu.
Ukończył z wyróżnieniem rolnictwo na SGGW, uzyskując tytuł magistra inżyniera rolnika. Początkowo pracował jako urzędnik w centralnym zarządzie PGR-ów. Dzięki biegłej znajomości języków francuskiego i niemieckiego, przeniesiono go do Ministerstwa Rolnictwa.
Był mężem Zofii Gustawy Taube, z którą mieli dwie córki, Annę Marię i Magdalenę Zofię. Był starszym bratem Tadeusza.

## Odznaczenia
- Krzyż Kawalerski Orderu Odrodzenia Polski
- Złoty Krzyż Zasługi
- Krzyż Armii Krajowej
- Krzyż Walecznych
- Warszawski Krzyż Powstańczy